# Jacques de Bernonville
Jacques Dugé de Bernonville, connu comme Jacques de Bernonville, né dans le 16e arrondissement de Paris le 20 décembre 1897 et mort le 27 avril 1972, est un militaire et militant d'extrême droite français.
Collaborateur durant la Seconde Guerre mondiale, il fait alors partie de la Milice.

## Un militaire catholique et nationaliste
Descendant d'une famille aisée originaire de l'Aunis, celui qui se présente comme le "comte de Bernonville" sans l'être, est élevé dans la foi catholique, entouré par les jésuites ; il prend l'habitude de ne jamais manquer la messe du matin.[réf. nécessaire]
Volontaire pour combattre à 18 ans en 1915, il est affecté dans les chasseurs alpins pendant la Première Guerre mondiale et finit le conflit avec le grade de lieutenant et titulaire de six citations et de la croix de guerre. Il est promu officier de la Légion d'honneur en 1918. Yves Lavertu, cité par Marc Bergère rapporte qu'il combat ensuite en Syrie, au moment de l'insurrection druze (1925-26) ; il est alors promu commandeur de la Légion d'honneur.
Militant dans des mouvements d'extrême droite prônant le retour à la monarchie et à un régime autoritaire, notamment l'Action française, il est arrêté en 1926 pour menées royalistes.
En janvier 1938, il est impliqué dans le complot de la Cagoule visant à renverser la République ; il est incarcéré quelques mois, accusé d'association de malfaiteurs mais relâché faute de preuves.

## Seconde Guerre mondiale
Au déclenchement de la Seconde Guerre mondiale, il est mobilisé de nouveau dans les chasseurs alpins (chef de bataillon du 102e BCA), mais la défaite de la France le mène à Vichy dès l'été de 1940 où il rejoint le gouvernement de la zone libre du maréchal Pétain. À l'instar de son maître Charles Maurras, il se réjouit de la chute de la République et de son remplacement par le régime de Révolution nationale.

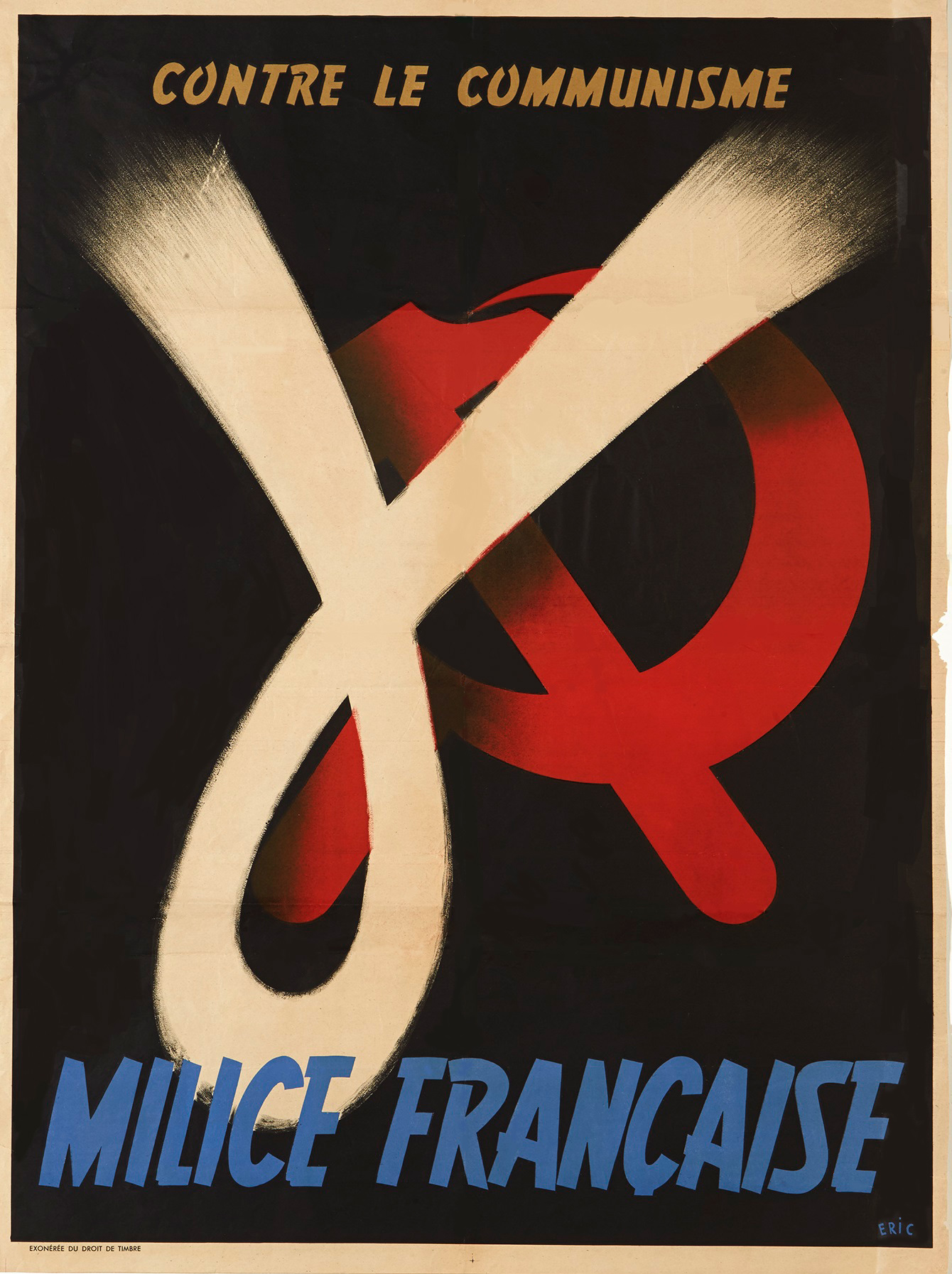
Affiche de propagande de la Milice en 1943

Il adhère au Service d'ordre légionnaire puis à la Milice française de Joseph Darnand ; il devient directeur des études à l'école de la Milice[réf. nécessaire]. En octobre 1941, il est nommé au Maroc comme chargé de mission du Commissariat général aux questions juives,.
À l'été de 1943, il participe avec De la Nay du Vair à une rébellion contre Darnand à Uriage et est exclu temporairement de la Milice.
Vers février 1944, il revient à la Milice et lutte contre la Résistance. En mai 1944, il est nommé directeur au maintien de l'ordre en Bourgogne. Plus tard il occupe les mêmes fonctions à Lyon. Il dirige avec Jean de Vaugelas qui sera en 1944 le directeur du maintien de l'ordre pour la région de Limoges ou les Maquis du Limousin seront actifs. Il dirigera avec Jean de Vaugelas, les hommes de la Milice lors des combats contre le maquis des Glières et celui du Vercors ainsi qu'en Saône-et-Loire. Il est cité à l'ordre de la Nation par Pierre Laval pour ces faits le 6 juillet 1944,. Le 23 août, devant l'avance des Alliés, il part pour l'Allemagne avec des officiers de l'Abwehr. Il s'arrête à Climbach près de Wissembourg en Alsace, où il suit un stage en vue d'une mission derrière les lignes alliées. Il est ensuite parachuté près de Chartres pour effectuer des sabotages mais il renonce et entre dans la clandestinité.
Il a reçu l'ordre de la Francisque.
Il est condamné à mort par contumace en 1946 par la cour de justice de Dijon pour atteinte à la sureté extérieure de l'État et par la cour de justice de Toulouse en 1947 pour trahison,.

## Fuite
Protégé par des religieux catholiques, Bernonville fuit les autorités de monastère en monastère[réf. nécessaire]. En 1945, il fuit vers l'Espagne de Franco,. En 1946, il fuit vers New York où on le retrouve déguisé en prêtre catholique. Le 26 novembre 1946, il quitte New York par train et arrive au Québec en passant par Lacolle, avec de faux papiers et toujours habillé en prêtre. Il se rend à Québec où il loge chez le restaurateur Joseph Kerhulu. Ses correspondants dans la capitale lui trouvent un emploi à la Commission des liqueurs.
Début janvier 1947, sous le nom de Jacques Benoit, il arrive à Saint-Pacôme où on lui a trouvé un nouvel emploi. Son protecteur est Alfred Plourde, homme d'affaires, maire de Mont-Carmel et organisateur local qui, en 1948, devient député de l'Union nationale de Maurice Duplessis. Grand blessé de guerre, costaud, visage balafré, un bras paralysé, partiellement sourd, Bernonville devient commis de bureau chez Plourde et Frères.
Au printemps 1947, Jacques Benoit obtient de sa compagnie de Saint-Pacôme un transfert à Montréal où il s'occupe des ventes de bois pour l'étranger. Il perd son travail quelques semaines plus tard. Après quelques petits emplois, Benoit trouve un travail à la Compagnie franco-canadienne de produits laitiers à Granby. C'est là qu'en décembre, il est reconnu par un ancien résistant français.
Se sachant découvert, Bernonville se présente avec sa famille devant l'officier d'immigration à Montréal, à la mi-janvier 1948, pour révéler sa véritable identité et demander à être admis comme citoyen canadien.

### Le débat au Canada
Commence alors une affaire dont les médias se font l'écho et qui divise le Canada. D'un côté les journaux anglophones, les députés anglophones et les fonctionnaires fédéraux, alors tous anglophones ; de l'autre, plusieurs nationalistes au Québec, de religieux catholiques et de francophiles. Ceux-ci ne veulent rien admettre des crimes de cet homme assidu à la messe. Il est présenté comme la victime de fonctionnaires anglophones enragés contre l'immigration française et infiltrés de communistes, de francs-maçons, etc.
Sont ainsi favorables à l'asile donné à Bernonville : l'historien maurassien Robert Rumilly, le maire de Montréal Camillien Houde, les députés Bona Arsenault et René Chaloult, Mgr Maurice Roy archevêque de Québec, des organisations nationalistes comme la Société Saint-Jean-Baptiste, des personnalités nationalistes comme Camille Laurin, Doris Lussier, Jean-Marc Léger et Denis Lazure, des journaux francophones comme Montréal-Matin, La Patrie, L'Action catholique et Le Devoir et l'écrivain Claude-Henri Grignon.
Au contraire, parmi les partisans d'un refus de l'asile figurent : le chef du Parti libéral du Canada et futur premier ministre Louis St-Laurent, des militaires et anciens combattants, canadiens-français ou britanniques, le journal Le Canada, affilié au Parti libéral, les journaux anglophones, au Québec et ailleurs au Canada, les écrivains Roger Lemelin, Jean-Charles Harvey et Jean-Louis Gagnon.
En 1951, d'anciens aviateurs canadiens ayant combattu en Europe prennent contact avec un camarade américain qui a entre-temps fait fortune au Texas. Celui-ci échafaude un plan pour enlever Bernonville chez lui, le transporter par avion vers Plattsburgh, puis l'expédier sur le sol français à Saint-Pierre-et-Miquelon. Obligé d'abandonner ce projet trop farfelu, l'Américain menace de mettre 75 000 dollars pour faire battre le premier ministre Louis St-Laurent aux prochaines élections s'il n'expédie pas vite Bernonville à la justice française.

## Exil au Brésil
Le 17 août 1951, voyant ses partisans s'essouffler, ses chances d'obtenir l'asile diminuer et la possibilité d'une expulsion, Bernonville part précipitamment pour le Brésil, sans sa famille. Les autorités françaises demandent son extradition en mars 1952, mais la Cour suprême du Brésil tranche en octobre 1956 : Bernonville peut rester. Il travaille à Rio de Janeiro pour un institut économique proche du gouvernement. Il meurt le 27 avril 1972 à Rio, officiellement tué par le fils de sa domestique, sous l'emprise de l'alcool et du haschisch,, mais des auteurs laissent entendre qu'il a été assassiné par des complices de Klaus Barbie qui avait résidé longtemps en Bolivie et que Bernonville aurait connu en 1943 à Lyon. Il est inhumé au petit cimetière marin du Rosais à Saint-Servan, quartier de Saint-Malo.

## Distinctions
- Ordre de la Francisque